# Gregory Schopen
Gregory Schopen (1947) è uno storico delle religioni ed epigrafista statunitense, e buddhologo.
Il centro della ricerca di Gregory Schopen gravita attorno ai primi secoli della diffusione e trasformazione del Buddhismo in India. Metodologicamente presta poca attenzione alla validità storica dei testi, privilegiando il materiale archeologico ed epigrafico. Nel campo della nascita del buddhismo Mahāyāna, dei rapporti tra economia e sangha, nell'analisi tra devozione e manufatti e rapporti tra monaci e laici ha contribuito in modo significativo a ridisegnare lo schema interpretativo del primo buddhismo, ritagliandosi una posizione di preminenza nel campo degli studi buddhisti contemporanei.
La posizione di Schopen nei confronti del Canone pāli è che non sia da privilegiare cronologicamente rispetto alle stesure in pracrito e che i vari Vinaya Piṭaka siano stati redatti quasi contemporaneamente in un periodo piuttosto recente - attorno al primo o secondo secolo prima dell'era corrente.
Nel 1985 vinse il premio MacArthur Grant. Attualmente è professore presso il Department of Asian Languages & Cultures all'università UCLA di Los Angeles. Le sue ricerche sono mirate a produrre articoli molto circoscritti e dettagliati, infusi di una ironia non dissimulata. Disdegnando la scrittura di ampi compendi non ha mai prodotto monografie e le sue opere sono raccolte di parte della sua prolifica produzione accademica di saggi già pubblicati in riviste specializzate.

## Opere
- Bones, stones, and Buddhist monks: collected papers on the archaeology, epigraphy, and texts of monastic Buddhism in India, University of Hawaii Press, 1997, ISBN 978-0-8248-1870-8
- Buddhist monks and business matters: still more papers on monastic Buddhism in India, University of Hawaii Press, 2004, ISBN 978-0-8248-2774-8
- Figments and fragments of Mahāyāna Buddhism in India: more collected papers, University of Hawaii Press, 2005, ISBN 978-0-8248-2548-5